# 旭通 (神戸市)
旭通（あさひどおり）は兵庫県神戸市中央区の町名。現行行政地名は旭通一丁目から旭通五丁目。郵便番号は651-0095。

## 地理
旧・葺合区西部、北西をJR東海道本線、東を生田川で区切られた三角形の範囲にあたる。商業地域。商店・住宅が立ち並び、問屋街がある。東は生田川を挟み（北から順に旭橋。八ツ橋、雲井橋で接続）北部は八雲通で南部は日暮通、南は雲井通、北西はJR線を挟み琴ノ緒町。東から順に一～五丁目に分かれる。

## 歴史
『神戸の町名 改訂版』によれば鎌倉時代の太政大臣・西園寺実氏が詠んだ「呉竹の夜の間の雨に洗ひほして朝日に晒す布引の滝」からとったといわれるとあり、明治32年（1899年）に命名された。明治38年の『西摂大観』では周辺の日暮通に対応させたとあり（しかし日暮通の方が太陽の昇る東の方にある）、雲井、旭と対応させたともいう。『神戸の町名 改訂版』ではいずれにせよ佳名として旭の字が使われたのだろうと推測している。 この一帯はかつて新川スラムと呼ばれるスラム街であった。

## 人口統計
- 平成17年国勢調査（2005年10月1日現在）での世帯数792、人口1,266、うち男性589人、女性677人[3]。
- 昭和63年（1988年）の世帯数545・人口1,301[1]

## 施設
一丁目
- サンピアビル（市営旭一南住宅・市立小野柄老人いこいの家）

三丁目
- 旭変電所

## 出身・ゆかりのある人物
- 河南忠一（政治家） - 神戸市会議員（自由民主党）[4]

事務所が旭通2丁目にある。